# (500236) 2012 JC17
(500236) 2012 JC17 es un asteroide perteneciente al cinturón de asteroides, descubierto el 15 de abril de 2012 por el equipo del Pan-STARRS desde el Observatorio de Haleakala, Hawái, Estados Unidos.

## Designación y nombre
Designado provisionalmente como 2012 JC17.

## Características orbitales
2012 JC17 está situado a una distancia media del Sol de 2,558 ua, pudiendo alejarse hasta 2,935 ua y acercarse hasta 2,182 ua. Su excentricidad es 0,147 y la inclinación orbital 15,81 grados. Emplea 1495,10 días en completar una órbita alrededor del Sol.

## Características físicas
La magnitud absoluta de 2012 JC17 es 17,4.